# Zoë Brouwer
Zoë Brouwer (Eefde, 6 maart 2003) is een Nederlands voetbalster die uitkomt voor sc Heerenveen in de Eredivisie.

## Carrière
Brouwer speelde vanaf haar vijfde tot in 2019 bij haar lokale amateurvoetbalclub SP Eefde. Na al een aantal seizoenen te hebben meegetraind met de jeugdteams van PEC Zwolle, maakte ze in 2019 de definitieve overstap naar de beloftenploeg. Vanaf het seizoen 2021/22 zit ze regelmatig bij de eerste selectie in Eredivisie. Op 29 januari debuteerde ze in het eerste elftal in de bekerwedstrijd tegen stadgenoot Be Quick '28. In de 74e minuut verving ze Leonie Vliek. Twaalf minuten na haar debuut maakte ze ook haar eerste doelpunt in de hoofdmacht. De wedstrijd eindigde in een 7–0 overwinning. In de zomer van 2022 maakte ze de overstap naar VV Alkmaar. Ze ondertekende een contract voor een seizoen.
In 2022 besloot Brouwer tijdelijk te stoppen als profvoetbalster om terug  te keren bij SP Eefde. In 2023 keerde ze terug als profvoetbalster en tekende ze een contract bij sc Heerenveen. In een thuiswedstrijd tegen AZ maakte Brouwer haar debuut voor de Friezinnen in de Vrouwen Eredivisie. In een thuiswedstrijd tegen ADO Den Haag raakte Brouwer zwaargeblesseerd waardoor een lange revalidatieperiode volgde.

### Carrièrestatistieken
| Seizoen                        | Club            | Land            | Competitie      | Competitie | Competitie | Beker | Beker | Internationaal | Internationaal | Overig | Overig | Totaal | Totaal |
| Seizoen                        | Club            | Land            | Competitie      | Wed.       | Dlp.       | Wed.  | Dlp.  | Wed.           | Dlp.           | Wed.   | Dlp.   | Wed.   | Dlp.   |
| ------------------------------ | --------------- | --------------- | --------------- | ---------- | ---------- | ----- | ----- | -------------- | -------------- | ------ | ------ | ------ | ------ |
| 2021/22                        | PEC Zwolle      | Nederland       | Eredivisie      | 1          | 0          | 1     | 0     | –              | –              | 0      | 0      | 2      | 0      |
| 2022/23                        | VV Alkmaar      | Nederland       | Eredivisie      | 0          | 0          | 0     | 0     | –              | –              | 0      | 0      | 0      | 0      |
| 2023/24                        | sc Heerenveen   | Nederland       | Eredivisie      | 3          | 0          | 0     | 0     | –              | –              | 0      | 0      | 0      | 3      |
| Carrière totaal                | Carrière totaal | Carrière totaal | Carrière totaal | 3          | 0          | 1     | 0     | 0              | 0              | 0      | 0      | 4      | 0      |
| Bijgewerkt tot 1 februari 2024 |                 |                 |                 |            |            |       |       |                |                |        |        |        |        |